# Isabel Dawn
Pour les articles homonymes, voir Dawn.
Isabel Dawn, de son vrai nom Isabel L. Seitz, est une scénariste et une actrice de théâtre américaine née le 20 octobre 1897 à Evansville (Indiana) et morte le 29 juin 1966 à Los Angeles (Californie).

## Biographie
Elle fait ses études au lycée d'Evansville, puis à l'Université de Valparaiso (en) (Indiana). Elle écrit des articles dans diverses publications locales, avant de faire ses débuts sur scène en 1922, puis à la radio, à New York. Dans les années 1930, elle s'installe en Californie, où elle écrit des scénarios.
Elle est l'épouse du scénariste Boyce DeGaw.

## Théâtre
- 1925 : Gay Paree, revue
- 1926 : The Bells de Leopold Lewis : Sozel
- 1926 : Honeymoon Lane, comédie musicale de James Hanley et Eddie Dowling
- 1927 : The Scarlet Lily de David Arnold Balch : Debbie
- 1927 : Scalawag de David Higgins et Bennett Musson : Myra Appleby
- 1927 : He Loved the Ladies de Herbert Hall Winslow : Phillipa Lee
- 1928 : Skidding de Aurania Rouverol : Estelle Hardy Campbell
- 1928 : The Lawyer's Dilemma de Seaman Lewis : Nettie Ney
- 1933 : Marathon d'Isabel Dawn : April Jones

## Filmographie (scénariste)
- 1932 : Si j'avais un million
- 1935 : Ne pariez pas sur les blondes (Don't Bet on Blondes) de Robert Florey
- 1936 : Trois Jeunes Filles à la page de Henry Koster
- 1936 : Le Diable au corps (The Moon's Our Home) de William A. Seiter
- 1937 : À l'est de Shanghaï (Wings Over Honolulu) de H. C. Potter
- 1938 : La Belle Cabaretière de Robert Z. Leonard
- 1940 : Behind the News de Joseph Santley
- 1941 : Doctors Don't Tell de Jacques Tourneur
- 1941 : Suicide ou Crime (A Man Betrayed) de John H. Auer
- 1942 : Remember Pearl Harbor (en) de Joseph Santley
- 1942 : Yokel Boy de Joseph Santley
- 1942 : A Tragedy at Midnight de Joseph Santley
- 1942 : Lady for a Night de Leigh Jason
- 1944 : Goodnight, Sweetheart de Joseph Santley
- 1944 : Dans la chambre de Mabel (Up in Mabel's Room) d'Allan Dwan
- 1946 : Singin' in the Corn de Del Lord